# Médan
Médan è un comune francese di 1 507 abitanti situato nel dipartimento degli Yvelines nella regione dell'Île-de-France.
Médan è nota per essere stata, per oltre un ventennio, la seconda residenza del celebre scrittore Émile Zola che nel 1878 aveva comprato una casa di campagna alle porte del paese. Diede anche il nome ad un'opera collettiva a cui prese parte Zola, Les soirées de Médan.

## Società

### Evoluzione demografica
Abitanti censiti